# Tyler Adams
Tyler Shaan Adams (Wappingers Falls, 14 febbraio 1999) è un calciatore statunitense, centrocampista del Bournemouth e della nazionale statunitense.

## Biografia
Nato a Wappinger Falls, è cresciuto con la madre.

## Caratteristiche tecniche
Adams è un mediano box-to-box, forte nei contrasti e abile nel fermare le trame di gioco avversarie. Si distingue anche per l'agonismo con cui scende in campo.

## Carriera

### Club
Cresciuto nel settore giovanile dei New York Red Bulls, il 19 marzo 2015 ha firmato il primo contratto professionistico con la seconda squadra del club americano. Il 3 novembre, a soli 16 anni, viene promosso in prima squadra.
Il 3 dicembre 2018 viene annunciato il suo passaggio a titolo definitivo al RB Lipsia a partire da gennaio 2019. Si mette in mostra diventando un punto fermo della squadra e riuscendo a vincere la dfb pokal.
Nel luglio del 2022 viene ceduto al Leeds Utd per 17 milioni di euro. Diventa ben presto titolare disputando una buona stagione con il club inglese che però non riesce a salvarsi.
Nell'estate del 2023 passa al Bournemouth che investe su di lui ben 27 milioni di euro. Debutta con la nuova maglia in efl cup però poi un infortunio pesante alla coscia lo ferma da inizio ottobre 2023 fino al rientro in squadra che è previsto a fine febbraio 2024.

### Nazionale
Ha giocato nelle nazionali giovanili statunitensi Under-17 ed Under-20; con quest'ultima nel 2017 ha anche vinto il campionato CONCACAF di categoria, e sempre nel medesimo anno ha partecipato ai Mondiali di categoria.
Ha esordito con la nazionale maggiore statunitense il 14 novembre 2017, nell'amichevole pareggiata contro il Portogallo, diventando così il primo giocatore nato nel 1999 a giocare con gli Yanks.
Il 25 marzo 2024 realizza la rete del vantaggio (1-0) al 45º minuto della prima frazione di gioco, seconda rete personale in nazionale, nella finale di Nations League contro il Messico contribuendo alla vittoria della competizione per gli Stati Uniti.

## Statistiche

### Presenze e reti nei club
Statistiche aggiornate all'11 giugno 2025.
| Stagione                     | Club                         | Campionato                   | Campionato | Campionato | Coppe nazionali | Coppe nazionali | Coppe nazionali | Coppe continentali | Coppe continentali | Coppe continentali | Supercoppe | Supercoppe | Supercoppe | Totale | Totale |
| Stagione                     | Club                         | Comp                         | Pres       | Reti       | Comp            | Pres            | Reti            | Comp               | Pres               | Reti               | Comp       | Pres       | Reti       | Pres   | Reti   |
| ---------------------------- | ---------------------------- | ---------------------------- | ---------- | ---------- | --------------- | --------------- | --------------- | ------------------ | ------------------ | ------------------ | ---------- | ---------- | ---------- | ------ | ------ |
| 2015                         | New York Red Bulls II        | USL                          | 11         | 0          | USOC            | 1               | 0               | -                  | -                  | -                  | -          | -          | -          | 12     | 0      |
| 2016                         | New York Red Bulls II        | USL                          | 18+4       | 3          | USOC            | -               | -               | -                  | -                  | -                  | -          | -          | -          | 22     | 3      |
| Totale New York Red Bulls II | Totale New York Red Bulls II | Totale New York Red Bulls II | 29+4       | 3          |                 | 1               | 0               |                    | -                  | -                  |            | -          | -          | 34     | 3      |
| 2016                         | New York Red Bulls           | MLS                          | 1          | 0          | USOC            | -               | -               | -                  | -                  | -                  | -          | -          | -          | 1      | 0      |
| 2017                         | New York Red Bulls           | MLS                          | 24+3       | 2          | USOC            | 5               | 0               | CCL                | 3                  | 0                  | -          | -          | -          | 35     | 2      |
| 2018                         | New York Red Bulls           | MLS                          | 27+4       | 0          | USOC            | 1               | 0               | CCL                | 6                  | 1                  | -          | -          | -          | 38     | 1      |
| Totale New York Red Bulls    | Totale New York Red Bulls    | Totale New York Red Bulls    | 52+7       | 2          |                 | 6               | 0               |                    | 9                  | 1                  |            | -          | -          | 74     | 3      |
| gen.-giu. 2019               | RB Lipsia                    | BL                           | 10         | 0          | CG              | 2               | 0               | -                  | -                  | -                  | -          | -          | -          | 12     | 0      |
| 2019-2020                    | RB Lipsia                    | BL                           | 14         | 0          | CG              | 0               | 0               | UCL                | 3                  | 1                  | -          | -          | -          | 17     | 1      |
| 2020-2021                    | RB Lipsia                    | BL                           | 27         | 1          | CG              | 4               | 0               | UCL                | 6                  | 0                  | -          | -          | -          | 37     | 1      |
| 2021-2022                    | RB Lipsia                    | BL                           | 24         | 0          | CG              | 4               | 0               | UCL+UEL            | 5+4                | 0                  | -          | -          | -          | 37     | 0      |
| Totale RB Lipsia             | Totale RB Lipsia             | Totale RB Lipsia             | 75         | 1          |                 | 10              | 0               |                    | 18                 | 1                  |            | -          | -          | 103    | 2      |
| 2022-2023                    | Leeds Utd                    | PL                           | 24         | 0          | FACup+CdL       | 2+0             | 0               | -                  | -                  | -                  | -          | -          | -          | 26     | 0      |
| 2023-2024                    | Bournemouth                  | PL                           | 3          | 0          | FACup+CdL       | 0+1             | 0               | -                  | -                  | -                  | -          | -          | -          | 4      | 0      |
| 2024-2025                    | Bournemouth                  | PL                           | 28         | 0          | FACup+CdL       | 4+0             | 0+0             | -                  | -                  | -                  | -          | -          | -          | 32     | 0      |
| Totale Bournemouth           | Totale Bournemouth           | Totale Bournemouth           | 31         | 0          |                 | 5               | 0               |                    | -                  | -                  |            | -          | -          | 36     | 0      |
| Totale carriera              | Totale carriera              | Totale carriera              | 222        | 6          |                 | 24              | 0               |                    | 27                 | 2                  |            | -          | -          | 273    | 8      |

### Cronologia presenze e reti in nazionale
| Cronologia completa delle presenze e delle reti in nazionale ― Stati Uniti | Cronologia completa delle presenze e delle reti in nazionale ― Stati Uniti | Cronologia completa delle presenze e delle reti in nazionale ― Stati Uniti | Cronologia completa delle presenze e delle reti in nazionale ― Stati Uniti | Cronologia completa delle presenze e delle reti in nazionale ― Stati Uniti | Cronologia completa delle presenze e delle reti in nazionale ― Stati Uniti | Cronologia completa delle presenze e delle reti in nazionale ― Stati Uniti | Cronologia completa delle presenze e delle reti in nazionale ― Stati Uniti |
| Data                                                                       | Città                                                                      | In casa                                                                    | Risultato                                                                  | Ospiti                                                                     | Competizione                                                               | Reti                                                                       | Note                                                                       |
| -------------------------------------------------------------------------- | -------------------------------------------------------------------------- | -------------------------------------------------------------------------- | -------------------------------------------------------------------------- | -------------------------------------------------------------------------- | -------------------------------------------------------------------------- | -------------------------------------------------------------------------- | -------------------------------------------------------------------------- |
| 14-11-2017                                                                 | Leiria                                                                     | Portogallo                                                                 | 1 – 1                                                                      | Stati Uniti                                                                | Amichevole                                                                 | -                                                                          |                                                                            |
| 28-1-2018                                                                  | Carson                                                                     | Stati Uniti                                                                | 0 – 0                                                                      | Bosnia ed Erzegovina                                                       | Amichevole                                                                 | -                                                                          |                                                                            |
| 27-3-2018                                                                  | Cary                                                                       | Stati Uniti                                                                | 1 – 0                                                                      | Paraguay                                                                   | Amichevole                                                                 | -                                                                          |                                                                            |
| 2-6-2018                                                                   | Dublino                                                                    | Irlanda                                                                    | 2 – 1                                                                      | Stati Uniti                                                                | Amichevole                                                                 | -                                                                          | 49’                                                                        |
| 9-6-2018                                                                   | Décines-Charpieu                                                           | Francia                                                                    | 1 – 1                                                                      | Stati Uniti                                                                | Amichevole                                                                 | -                                                                          |                                                                            |
| 8-9-2018                                                                   | East Rutherford                                                            | Stati Uniti                                                                | 0 – 2                                                                      | Brasile                                                                    | Amichevole                                                                 | -                                                                          |                                                                            |
| 12-9-2018                                                                  | Nashville                                                                  | Stati Uniti                                                                | 1 – 0                                                                      | Messico                                                                    | Amichevole                                                                 | 1                                                                          |                                                                            |
| 15-11-2018                                                                 | Londra                                                                     | Inghilterra                                                                | 3 – 0                                                                      | Stati Uniti                                                                | Amichevole                                                                 | -                                                                          | 62’                                                                        |
| 20-11-2018                                                                 | Genk                                                                       | Italia                                                                     | 1 – 0                                                                      | Stati Uniti                                                                | Amichevole                                                                 | -                                                                          |                                                                            |
| 22-3-2019                                                                  | Orlando                                                                    | Stati Uniti                                                                | 1 – 0                                                                      | Ecuador                                                                    | Amichevole                                                                 | -                                                                          |                                                                            |
| 12-11-2020                                                                 | Swansea                                                                    | Galles                                                                     | 0 – 0                                                                      | Stati Uniti                                                                | Amichevole                                                                 | -                                                                          | 71’                                                                        |
| 16-11-2020                                                                 | Wiener Neustadt                                                            | Stati Uniti                                                                | 6 – 2                                                                      | Panama                                                                     | Amichevole                                                                 | -                                                                          | 76’                                                                        |
| 6-6-2021                                                                   | Denver                                                                     | Stati Uniti                                                                | 3 – 2 dts                                                                  | Messico                                                                    | CONCACAF Nations League 2019-2020 - Finale                                 | -                                                                          | 83’                                                                        |
| 9-6-2021                                                                   | Sandy                                                                      | Stati Uniti                                                                | 4 – 0                                                                      | Costa Rica                                                                 | Amichevole                                                                 | -                                                                          | cap. 62’                                                                   |
| 2-9-2021                                                                   | San Salvador                                                               | El Salvador                                                                | 0 – 0                                                                      | Stati Uniti                                                                | Qual. Mondiali 2022                                                        | -                                                                          | cap.                                                                       |
| 5-9-2021                                                                   | Nashville                                                                  | Stati Uniti                                                                | 1 – 1                                                                      | Canada                                                                     | Qual. Mondiali 2022                                                        | -                                                                          |                                                                            |
| 8-9-2021                                                                   | San Pedro Sula                                                             | Honduras                                                                   | 1 – 4                                                                      | Stati Uniti                                                                | Qual. Mondiali 2022                                                        | -                                                                          |                                                                            |
| 7-10-2021                                                                  | Austin                                                                     | Stati Uniti                                                                | 2 – 0                                                                      | Giamaica                                                                   | Qual. Mondiali 2022                                                        | -                                                                          | cap. 68’                                                                   |
| 10-10-2021                                                                 | Panama                                                                     | Panama                                                                     | 1 – 0                                                                      | Stati Uniti                                                                | Qual. Mondiali 2022                                                        | -                                                                          | 46’                                                                        |
| 13-10-2021                                                                 | Columbus                                                                   | Stati Uniti                                                                | 2 – 1                                                                      | Costa Rica                                                                 | Qual. Mondiali 2022                                                        | -                                                                          | cap.                                                                       |
| 12-11-2021                                                                 | Cincinnati                                                                 | Stati Uniti                                                                | 2 – 0                                                                      | Messico                                                                    | Qual. Mondiali 2022                                                        | -                                                                          | cap.                                                                       |
| 16-11-2021                                                                 | Kingston                                                                   | Giamaica                                                                   | 1 – 1                                                                      | Stati Uniti                                                                | Qual. Mondiali 2022                                                        | -                                                                          | cap.                                                                       |
| 27-1-2022                                                                  | Columbus                                                                   | Stati Uniti                                                                | 1 – 0                                                                      | El Salvador                                                                | Qual. Mondiali 2022                                                        | -                                                                          |                                                                            |
| 30-1-2022                                                                  | Hamilton                                                                   | Canada                                                                     | 2 – 0                                                                      | Stati Uniti                                                                | Qual. Mondiali 2022                                                        | -                                                                          | cap. 46’                                                                   |
| 24-3-2022                                                                  | Città del Messico                                                          | Messico                                                                    | 0 – 0                                                                      | Stati Uniti                                                                | Qual. Mondiali 2022                                                        | -                                                                          | cap. 80’                                                                   |
| 27-3-2022                                                                  | Orlando                                                                    | Stati Uniti                                                                | 5 – 1                                                                      | Panama                                                                     | Qual. Mondiali 2022                                                        | -                                                                          | 71’                                                                        |
| 30-3-2022                                                                  | San José                                                                   | Costa Rica                                                                 | 2 – 0                                                                      | Stati Uniti                                                                | Qual. Mondiali 2022                                                        | -                                                                          | 46’                                                                        |
| 2-6-2022                                                                   | Cincinnati                                                                 | Stati Uniti                                                                | 3 – 0                                                                      | Marocco                                                                    | Amichevole                                                                 | -                                                                          | 66’                                                                        |
| 5-6-2022                                                                   | Kansas City                                                                | Stati Uniti                                                                | 0 – 0                                                                      | Uruguay                                                                    | Amichevole                                                                 | -                                                                          |                                                                            |
| 14-6-2022                                                                  | San Salvador                                                               | El Salvador                                                                | 1 – 1                                                                      | Stati Uniti                                                                | CONCACAF Nations League 2022-2023 - 1º turno                               | -                                                                          | 77’ 80’                                                                    |
| 23-9-2022                                                                  | Düsseldorf                                                                 | Giappone                                                                   | 2 – 0                                                                      | Stati Uniti                                                                | Amichevole                                                                 | -                                                                          |                                                                            |
| 27-9-2022                                                                  | Murcia                                                                     | Arabia Saudita                                                             | 0 – 0                                                                      | Stati Uniti                                                                | Amichevole                                                                 | -                                                                          | 90+4’                                                                      |
| 21-11-2022                                                                 | Al Rayyan                                                                  | Stati Uniti                                                                | 1 – 1                                                                      | Galles                                                                     | Mondiali 2022 - 1º turno                                                   | -                                                                          | cap.                                                                       |
| 25-11-2022                                                                 | Al Khawr                                                                   | Inghilterra                                                                | 0 – 0                                                                      | Stati Uniti                                                                | Mondiali 2022 - 1º turno                                                   | -                                                                          | cap.                                                                       |
| 29-11-2022                                                                 | Doha                                                                       | Iran                                                                       | 0 – 1                                                                      | Stati Uniti                                                                | Mondiali 2022 - 1º turno                                                   | -                                                                          | cap. 43’                                                                   |
| 3-12-2022                                                                  | Al Rayyan                                                                  | Paesi Bassi                                                                | 3 – 1                                                                      | Stati Uniti                                                                | Mondiali 2022 - Ottavi di finale                                           | -                                                                          | cap.                                                                       |
| 21-3-2024                                                                  | Arlington                                                                  | Stati Uniti                                                                | 3 – 1 dts                                                                  | Giamaica                                                                   | CONCACAF Nations League 2023-2024 - Semifinale                             | -                                                                          | 63’ 100’                                                                   |
| 24-3-2024                                                                  | Arlington                                                                  | Stati Uniti                                                                | 2 – 0                                                                      | Messico                                                                    | CONCACAF Nations League 2023-2024 - Finale                                 | 1                                                                          | 46’                                                                        |
| 12-6-2024                                                                  | Orlando                                                                    | Stati Uniti                                                                | 1 – 1                                                                      | Brasile                                                                    | Amichevole                                                                 | -                                                                          | 76’                                                                        |
| 23-6-2024                                                                  | Arlington                                                                  | Stati Uniti                                                                | 2 – 0                                                                      | Bolivia                                                                    | Coppa America 2024 - 1º turno                                              | -                                                                          | 46’                                                                        |
| 27-6-2024                                                                  | Atlanta                                                                    | Panama                                                                     | 2 – 1                                                                      | Stati Uniti                                                                | Coppa America 2024 - 1º turno                                              | -                                                                          | 46’                                                                        |
| 1-7-2024                                                                   | Kansas City                                                                | Stati Uniti                                                                | 0 – 1                                                                      | Uruguay                                                                    | Coppa America 2024 - 1º turno                                              | -                                                                          | 17’                                                                        |
| 20-3-2025                                                                  | Inglewood                                                                  | Stati Uniti                                                                | 0 – 1                                                                      | Panama                                                                     | CONCACAF Nations League 2024-2025 - Semifinale                             | -                                                                          |                                                                            |
| 23-3-2025                                                                  | Inglewood                                                                  | Canada                                                                     | 2 – 1                                                                      | Stati Uniti                                                                | CONCACAF Nations League 2024-2025 - Finale 3º posto                        | -                                                                          | 69’                                                                        |
| 7-6-2025                                                                   | East Hartford                                                              | Stati Uniti                                                                | 1 – 2                                                                      | Turchia                                                                    | Amichevole                                                                 | -                                                                          | 46’                                                                        |
| 19-6-2025                                                                  | Austin                                                                     | Arabia Saudita                                                             | 0 – 1                                                                      | Stati Uniti                                                                | Gold Cup 2025 - 1º turno                                                   | -                                                                          | 62’                                                                        |
| 22-6-2025                                                                  | Arlington                                                                  | Stati Uniti                                                                | 2 – 1                                                                      | Haiti                                                                      | Gold Cup 2025 - 1° turno                                                   | -                                                                          | 1’ 88’                                                                     |
| 29-6-2025                                                                  | Minneapolis                                                                | Stati Uniti                                                                | 2 – 2 (4 – 3 dtr)                                                          | Costa Rica                                                                 | Gold Cup 2025 - Quarti di finale                                           | -                                                                          |                                                                            |
| 2-7-2025                                                                   | St. Louis                                                                  | Stati Uniti                                                                | 2 – 1                                                                      | Guatemala                                                                  | Gold Cup 2025 - Semifinale                                                 | -                                                                          | 77’                                                                        |
| 6-7-2025                                                                   | Houston                                                                    | Stati Uniti                                                                | 1 – 2                                                                      | Messico                                                                    | Gold Cup 2025 - Finale                                                     | -                                                                          | 63’ 82’                                                                    |
| Totale                                                                     |                                                                            | Presenze                                                                   | 50                                                                         |                                                                            | Reti                                                                       | 2                                                                          |                                                                            |

## Palmarès

### Club

#### Competizioni nazionali
- MLS Supporters' Shield: 1

New York Red Bulls: 2018
- Coppa di Germania: 1

RB Lipsia: 2021-2022

### Nazionale
- CONCACAF Nations League: 2

2019-2020, 2023-2024

### Individuale
- U.S. Soccer Athlete of the Year: 1

Premio maschile: 2022